# Pristimantis bellae
Pristimantis bellae là một loài động vật lưỡng cư trong họ Strabomantidae, thuộc bộ Anura. Loài này được Reyes-Puig & Yánez-Muñoz mô tả khoa học đầu tiên năm 2012.